# Ursus (bier)

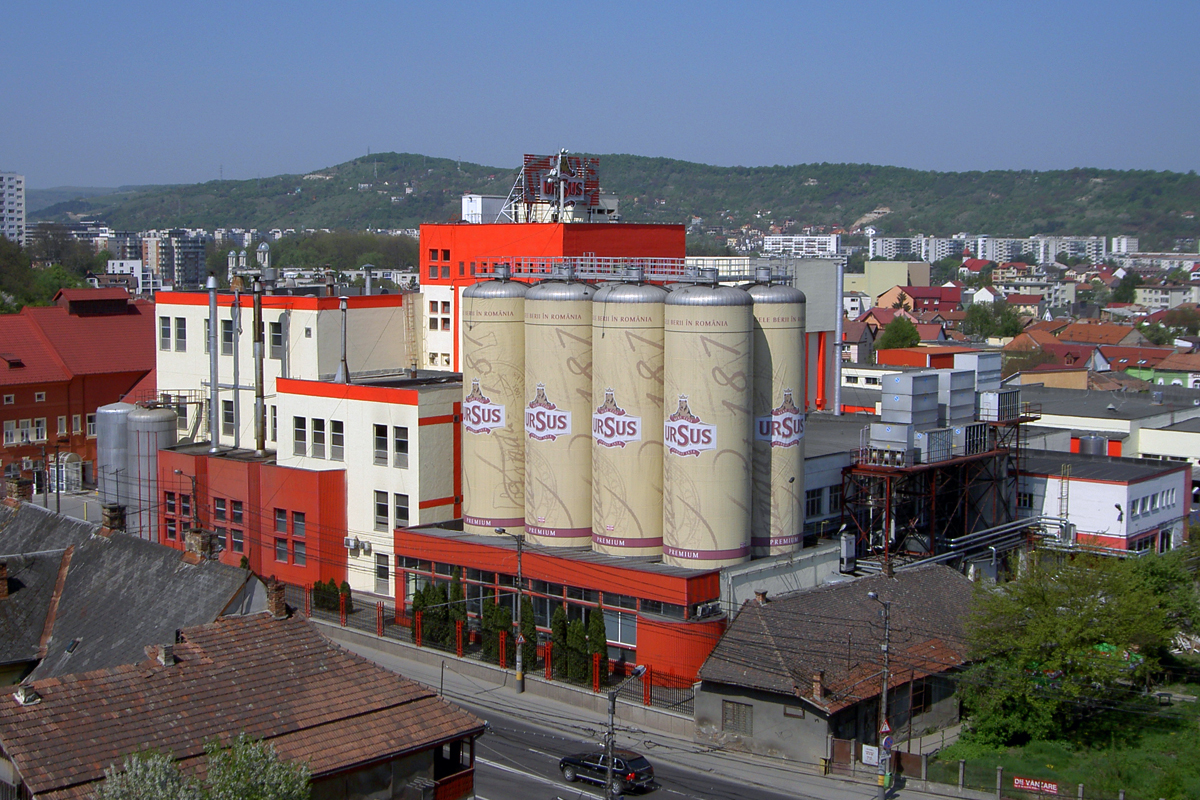
De brouwerij

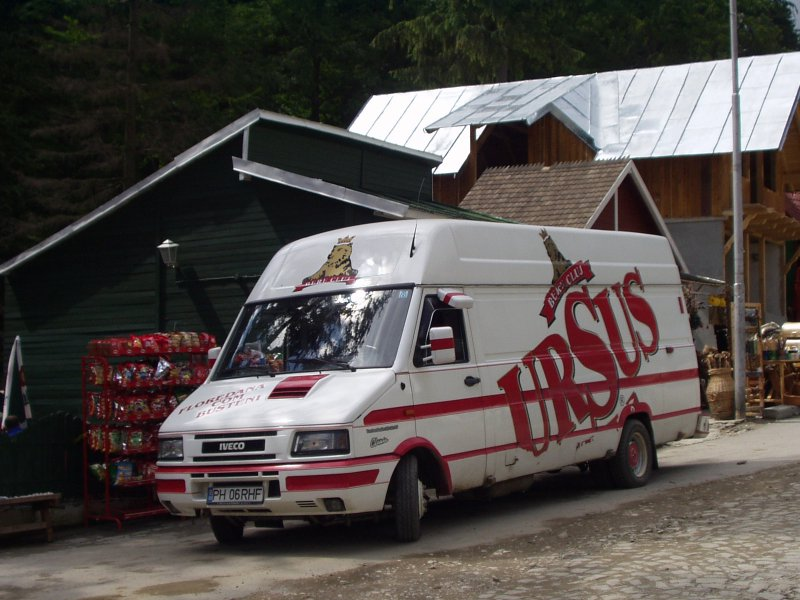
Ursus-bestelwagen

Ursus is een brouwerij en een gelijknamig biermerk, afkomstig uit Cluj-Napoca in Roemenië. 
De brouwerij werd in 1878 in het toenmalige Kolozsvár (Cluj-Napoca) opgericht door Frigyes Czell en droeg aanvankelijk de naam van de oprichter. In 1927 kreeg het bedrijf de naam Ursus. In 1948 volgde nationalisatie en in de jaren 90 van de 20ste eeuw privatisering en overname (1996) door South African Breweries, dat later deel uitmaakte van het SABMiller-concern. In december 2016 werden de Oost-Europese activiteiten van AB InBev (inmiddels gefuseerd met SABMiller) overgenomen door de Japanse Asahi Group Holdings voor een bedrag van 7,3 miljard euro, waaronder de merken als Tyskie, Lech (Polen), Pilsner Urquell (Tsjechië), Dreher (Hongarije) en Ursus.
Onder de naam Ursus Breweries SA opereren inmiddels verschillende brouwerijen in Roemenië, die hun eigen merken zijn blijven voeren. Daartoe behoren sinds 2001 ook het merk Timișoreana, dat afkomstig is uit de oudste brouwerij in Roemenië (Timișoara, 1718), en sinds 2008 Bere Azuga uit Azuga.
Het merk Ursus, dat tot de grootste van het land behoort, voert de slogan Regele berii în România (De koning van het bier in Roemenië). In 2003 sponsorde Ursus de Roemeense Everest-expeditie en sinds begin 2009 sponsort Ursus voor zes jaar de nationale voetbalploeg van Roemenië.  